# 金胎寺城 (富田林市)
金胎寺城（こんたいじじょう）は、大阪府富田林市にあった日本の城。

## 概要
伝承では楠木正成によって築城され、その際に山頂にあった金胎寺を西麓の嬉に移転したと伝えられる。現存する城郭の遺構は、山頂付近の主郭と周辺尾根上の曲輪からなる連郭式山城であり、使用最終段階にあたる戦国時代末期の様相をよく留める。
金胎寺山は尾根の稜線に沿って行政界線が設定されており、城郭は山頂の東側が大字甘南備、西側が大字伏見堂、山頂から西に伸びる尾根の一部が大字嬉に属する。西麓の嬉からは登山道が整備されており、山頂まで至ることができる（地図 - Google マップ）。

## 歴史
伝承では、正慶元年（1332年）もしくは元弘年間（1331年～1334年）に、楠木正成が築城し、佐備氏が依ったとされる。また、正平年間（1346年～1370年）に、楠木正儀・和田正武らによって築城されたとも言われる。これらの伝承により、楠木七城や、楠公十七支城のひとつに数えられる。
史料としては、畠山義就が嶽山城に籠城した際、『新撰長禄寛正記』寛正2年（1461年）に「金胎寺と嶽山両城に兵をこめ」とあるのが初出である。翌寛正3年（1462年）4月に金胎寺で合戦があり、金胎寺城は天険の要害であったため、寄せ手の泉州勢を散々に打ち破ったという。しかし義就方は寡兵であり、また寄せ手の筒井勢の計略もあって、同年5月に金胎寺城は落ちた。義就は嶽山城から没落し紀伊に逃れたが、文正元年（1466年）9月に壷阪寺を経由して金胎寺城に入り、押子形城(もしくは升形城。烏帽子形城とされる)を落とした。
義就は事実上の守護として南河内を支配し延徳2年に病死した後は、嫡男の畠山基家があとをついだ。明応2年（1493年）、将軍足利義材や畠山政長が河内を攻めると、基家は誉田(高屋城)に籠城し、基家方の甲斐庄氏などが金胎寺城に入った。